# BAE Hawk
A BAE Systems (BAE) Hawk típusú repülőgépe egy fejlett gyakorlógép, mely 1974-ben Hawker-Siddeley Hawk néven repült először. A Brit Királyi Légierő (Royal Air Force – RAF) és számos más légierő is használja az alacsony fenntartási költségű gépet.

## Fejlesztési története
1964-ben a Királyi Légierő igényt támasztott egy új, fejlett, sugárhajtású gyakorlógépre, mellyel le kívánta cserélni a Folland Gnat típusú gépeit.

## Típusváltozatok
Hawk T.1
Hawk T.1A
Hawk 50
Hawk 60
Hawk 100
Hawk 120/LIFT
Hawk 127
Hawk AJTA Hawk Advanced Jet Trainer (AJT) eltér a korábbi modellektől. Modern LCD-kel szerelték fel a műszerfalakat, valamint a Rolls-Royce Adour 951 gázturbina került alkalmazásra. Két külföldi ország rendelt belőle 2012-ben: Szaúd-Arábia és Omán.
Hawk 128 (Hawk T.2)A brit királyi légierőnek és a haditengerészetnek gyártott változat. A Védelmi Minisztérium (Ministry of Defence, MoD) 2004. december 22-én kötötte meg a szerződést a BAE Systems-szel. A T.2 változat az ausztrál Hawk 127-en és a dél-afrikai 120-ason alapul.
Hawk 132
Hawk 165
Hawk 166
Hawk 167
Hawk 200A kétüléses típus együléses könnyű támadó változata, az orrszekció jobb oldalán merev légi utántöltő cső felszerelésével érték el a nagyobb hatótávolságot.
Hawk 203Az ománi királyi légierőnek gyártott 12 darab 200-as változat típusjele.
Hawk 205A szaúd-arábiai királyi légierőnek felkészített 200-as változat típusjele, melyből még nem érkezett megrendelés.
Hawk 208A maláj légierőnek gyártott 18 darab 200-as változat típusjele.
Hawk 209Az indonéz légierőnek gyártott 32 darab 200-as változat típusjele.
T–45 Goshawk Az amerikai haditengerészet által rendszeresített változat, megerősített sárkányszerkezettel és futóművel. Összesen 221 darabot gyártottak belőle, az utolsót 2009 novemberében adta át a gyártó a megrendelőnek.
Advanced Hawk

## Megrendelő és üzemeltető országok
A típus alváltozatait összesen tizenkilenc ország légiereje, repülőcsapata állította hadrendbe, melyek közül Dél-Korea, Jordánia, Kenya, Svájc és Zimbabwe kivonta haderejének állományából, nagyrészt alkatrész-ellátási hiányosságok, valamint az üzemidő-hosszabbítások, üzemszerű karbantartások elmaradása miatt.

### Ausztrál Királyi Légierő
Az ausztrál királyi légierő 33 darab Hawk 127-et vásárolt a 2000-es évek elején, melyeket a No. 76 Squadron és a No. 79 Squadron üzemeltet (mindkét század a korábbi No. 78 Wing-ből alakult meg, 18 és 15 darabot üzemeltetnek összesen). A légierő 2014-ben megkezdte a RAF T.2-változatának megfelelő továbbfejlesztését mind a 33 darab Hawk-on, amely program 2017-ben fejeződött be. A századok ellátását 2016-ban a BAE Systems vette át a légierőtől.
Hawk 127 (33 darab)
A27–01, A27–02, A27–03, A27–04, A27–05, A27–06, A27–07, A27–08, A27–09, A27–10, A27–11, A27–12, A27–13, A27–14, A27–15, A27–16, A27–17,

A27–18, A27–19, A27–20, A27–21, A27–22, A27–23, A27–24, A27–25, A27–26, A27–27, A27–28, A27–29, A27–30, A27–31, A27–32, A27–33.

### Brit Királyi LégierőésBrit Flottalégierő
Az Egyesült Királyság Védelmi Minisztériuma (MoD) 2022. március végén 695 millió font összegben további ellátási és modernizálási programot rendelt meg a gyártótól, mellyel a RAF Aerobatics Team Red Arrows T.1-eseit, valamint a RAF és a RN (28 darab) T.2-esét további tizenegy évig üzemben kívánja tartani. Az üzemidejük végén járó T.1-eseket pedig 2022. március 31-én kivonják az aktív szolgálatból. A keretösszeg két részéből 105 millió font a repülőgépek gázturbináira, a maradék 590 millió font pedig a szerkezeti és avionikai rendszerek ellátására terjed ki.